# 堺晃一
堺 晃一（さかい こういち、1986年3月11日 - ）は日本の元陸上競技選手、専門は長距離走。兵庫県加古川市出身。兵庫県立飾磨工業高等学校、駒澤大学卒業。富士通陸上競技部に所属した。

## 略歴
大学2年時の第82回箱根駅伝では8区を担当し区間2位の快走。4位からトップに順位を押し上げた。3年時の第83回箱根駅伝では9区区間4位の走りでチームのシード権獲得に貢献。4年時の第84回箱根駅伝では再び9区を担当。トップと15秒差の2位でタスキを受けるとハイペースで突っ込み、2.6kmで先頭の早稲田大学を捉えると8.4kmで単独先頭に立ち、鶴見中継所では1分21秒の差をつける快走で逆転優勝の立役者となった。
卒業後は富士通に入社。2010年のニューイヤー駅伝ではエース区間4区で区間2位の好走を見せた。翌2011年も5区区間4位と好走した。
2015年5月をもって引退、社業に従事する。

## 選手としての特徴
がっしりした体格がセールスポイントであり、向かい風や上りに強く、ロードを得意とする。第83回箱根駅伝では任された9区のコースになぞらえ、「権太坂もさぞや驚いた事でしょう。ふとももがやってきました。」と実況された。

## 主な戦績

### 個人
- 2005年: 高島平20kmロードレース 優勝 （1時間00分43秒）
- 2006年: 札幌マラソン ハーフの部 優勝 （1時間05分34秒）
- 2007年: 札幌マラソン ハーフの部 優勝 （1時間05分59秒）
- 2015年: 玉名ハーフマラソン 優勝 （1時間02分54秒）

### 駅伝
| 年   | 大会           | 区間 | 距離   | 順位    | 記録          | 備考             |
| ---- | -------------- | ---- | ------ | ------- | ------------- | ---------------- |
| 2006 | 第82回箱根駅伝 | 8区  | 21.3km | 区間2位 | 1時間05分17秒 |                  |
| 2007 | 第83回箱根駅伝 | 9区  | 23.2km | 区間4位 | 1時間11分14秒 |                  |
| 2008 | 第84回箱根駅伝 | 9区  | 23.2km | 区間2位 | 1時間09分14秒 | 駒澤大学総合優勝 |

## 自己ベスト
- 5000m:13分58秒11 （2010年6月26日 日体大長距離記録会）
- 10000m:28分36秒73 （2012年6月27日 ホクレンディスタンスチャレンジ）
- ハーフマラソン:1時間2分46秒 （2008年6月15日 札幌国際ハーフマラソン）
- フルマラソン:2時間14分29秒 （2009年10月18日 北京国際マラソン）